# Hipparchia rautheri
Hipparchia rautheri är en fjärilsart som beskrevs av Krausse 1912. Hipparchia rautheri ingår i släktet Hipparchia och familjen praktfjärilar. Inga underarter finns listade i Catalogue of Life.